# Kremenčucká přehrada
Kremenčucká přehrada (ukrajinsky Кременчуцьке водосховище) je přehradní nádrž na území Poltavské, Kirovohradské a Čerkaské oblasti na Ukrajině. Má rozlohu 2250 km². Je 185 km dlouhá a až 30 km široká. Průměrná hloubka je 6 m. Má objem 13,5 km³.

## Vodní režim
Nádrž na řece Dněpru za hrází Kremenčucké vodní elektrárny byla naplněna v letech 1959-61. Úroveň hladiny kolísá v rozsahu 5 m. Reguluje sezónní kolísání průtoku.

### Přítoky
- Dněpr
- Sula
- Ťasmyn

## Využití
Nádrž pomohla zvětšit výkon pod ní ležících vodních elektráren (Dněprodžeržinská, Dněperská a Kachovská) o 700 TWh. Z Kremenčuku do Kaněva byla vytvořena hlubokovodní trasa. Vznikly velké možnosti pro zavlažování suchých oblastí jižní Ukrajiny a také severní části Krymu. Je zde rozvinuté rybářství (candáti, kapři, cejni, štiky). Na pobřeží leží města Svitlovodsk a oblastní Čerkasy.